# سانا مارین
سانّا مارین (انگلیسی: Sanna Marin؛ زادهٔ ۱۶ نوامبر ۱۹۸۵) سیاست‌مدار اهل فنلاند و از اعضای حزب سوسیال دموکرات فنلاند است که از سال ۲۰۱۹ تا ۲۰۲۳ به عنوان نخست‌وزیر فنلاند و از سال ٢٠٢٠ تا ٢٠٢٣ به عنوان رهبر حزب سوسیال دموکرات فنلاند فعالیت کرده است.
پس از آنکه آنتی رینه از سمت خود به عنوان نخست‌وزیر فنلاند استعفا داد، حزب سوسیال دموکرات فنلاند مارین را به عنوان نامزد خود برای پست نخست‌وزیر جدید انتخاب کرد. سانا با تأیید پارلمان، جوان‌ترین نخست‌وزیر فعلی در جهان، جوان‌ترین نخست‌وزیر فنلاند و سومین نخست‌وزیر زن فنلاند هست.
سانا مارین در هلسینکی به دنیا آمد. وی قبل از جابجایی به تامپره در اسپو و پیرکالا زندگی می‌کرد. او در سال ۲۰۱۷ از دانشگاه تامپره با فوق لیسانس علوم اداری فارغ‌التحصیل شد.
در سال ۲۰۱۲، او به عنوان عضو شورای شهر تامپره انتخاب شد. وی از سال ۲۰۱۳ تا ۲۰۱۷ رئیس شورای شهر تامپره بود. در سال ۲۰۱۷، وی دوباره به شورای شهر انتخاب شد. وی همچنین عضو مجمع شورای منطقه تامپره است. مارین در سال ۲۰۱۴ به عنوان معاون دوم رئیس حزب سوسیال دموکرات فنلاند انتخاب شد.

## اوایل زندگی و تحصیلات
سانا در تاریخ ۱۶ نوامبر ۱۹۸۵ در هلسینکی متولد شد. و او بعدها قبل از مهاجرت خود به تامپره در اسپو در پیرکالا مشغول زندگی بود. و هنگامی سانا در دوران نوجوانی بود والدینش از هم جدا می‌شوند. و یکی از علل جدایی آنان مشکلات مالی بوده و پدر او که با مسئله اعتیاد به الکل دست و پنجه نرم می‌نمود، و با این حال مادر او تصمیم می‌گیرد که از او جدا شود و پس از جدایی آنان سانا به همراه مادر و همسر مادرش رشد پیدا می‌کند.
بعدها سانا در سال ۲۰۰۴ در سن ۱۹ سالگی از دبیرستان پیرکالا با نام کامل دبیرستان (پیرککالان یتهیسلوکیو) فارغ‌التحصیل می‌شود. بعد از آن سانا در بین تحصیلات خود در سال‌های (۲۰۰۷–۲۰۱۷) در یک نانوایی و تحت عنوان صندوقدار مشغول فعالیت در این زمینه می‌شود، و بعدها او با مدرک لیسانس در سال (۲۰۱۲) و کارشناسی ارشد در سال (۲۰۱۷) در رشته علوم اداری از دانشگاه تامپره فارغ‌التحصیل می‌گردد.

## اوایل حرفه سیاسی
سانا در سن ۲۰ سالگی و از طرف بی‌بی‌سی وارد حرفه سیاسی شد. و بعدها در سال‌های پس از فارغ‌التحصیلی اش از دبیرستان تا آغاز وابستگی او به جوانان سوسیال دموکرات شرح داده شد. بعد از آن سانا در سال ۲۰۰۶ به جوانان سوسیال دموکرات اضافه می‌شود و بعدها به عنوان نخستین مدیر آن از سال ۲۰۱۰ تا ۲۰۱۲ می‌شود.
بعدها سانا در انتخابات شورای شهر تامپره در سال ۲۰۰۸ حضور پیدا می‌کند و بعد از آن او در این انتخابات ناموفق می‌شود، ولی سانا برای بار دیگر در انتخابات ۲۰۱۲ شرکت می‌کند و سرانجام او پیروز این انتخابات می‌شود. بعدها او با طی نمودن چند ماه رئیس شورای شهر می‌شود و بعد از آن او در سال‌های ۲۰۱۳ تا ۲۰۱۷ در ان بخش مشغول فعالیت در این زمینه می‌شود. و بعد از آن سانا در سال ۲۰۱۷، برای بار دیگر به عضویت شورای شهر در می‌آید. و بعد از آن سانا برای نخستین بار پس از انتشار کلیپ‌های ویدئویی از ریاست جلسات جنجالی اش در یوتیوب، شهرت پیدا می‌کند.
بعدها سانا در سال ۲۰۱۴ به عنوان معاون دوم رئیس اس دی پی منصوب می‌شود. بعد از آن او در سال ۲۰۱۵، به عنوان نماینده پارلمان فنلاند از ناحیه انتخاباتی پیرکانما منصوب می‌شود. ۴ سال بعد، او بار دیگر انتخاب می‌شود. بعدها سانا در تاریخ ۶ ژوئن ۲۰۱۹، وزیر حمل و نقل و ارتباطات می‌شود و بعد از آن او در تاریخ ۲۳ اوت ۲۰۲۰، به عنوان رئیس اس دی پی منصوب می‌شود و بعد از آن او با این سمت جانشین آنتی رین می‌شود.

## دوران نخست‌وزیری
سانا در دسامبر ۲۰۱۹، توسط اس دی پی به عنوان جانشین آنتی رین به عنوان نخست‌وزیر فنلاند نامزد گردید، ولی رین به‌طور رسمی تا ژوئن ۲۰۲۰ رهبر این حزب بود. بعدها در یک رای محدود انتخاباتی، سانا بر آنتی لیندتمن پیروز می‌شود. و بعد از آن اکثریت وزرای کابینه پنج حزبی او زن می‌شوند، که در زمان تشکیل کابینه او از ۱۹ نفر ۱۲ نفر را تشکیل می‌داد. بعدها سانا سومین و گسترده‌ترین رئیس دولت زن در فنلاند می‌شود، پس از آنلی جاتین ماکی و ماری کیوینیمی صاحب این سمت بودند.
سانا پس از تأیید شدنش از طرف پارلمان فنلاند و در سن ۳۴ سالگی، به عنوان جوان‌ترین نخست‌وزیر فنلاند انتخاب می‌گردد، بعدها او به عنوان جوان‌ترین رهبر ایالتی انتخاب می‌شود. تا هنگامی که سباستین کورز این توصیفات را در ژانویه ۲۰۲۰ کسب می‌نماید.
در طول همه‌گیری جهانی کووید-۱۹ و در سال ۲۰۲۰، کابینه مارین در فنلاند، وضعیت اضطراری را برای کاهش همه‌گیری احضار نمود. و زمانی که استفان لوفن، نخست‌وزیر سوئد به دلیل تشییع جنازه مادرش نتوانست در جلسه شورای اروپا در اکتبر ۲۰۲۰ شرکت نماید، مارین به نمایندگی از سوئد وارد عمل شد. در عوض، مارین از لوفون در خواست می‌کند که نماینده فنلاند در جلسه شورا در روزهای پایانی همان ماه باشد.
بعدها مارین در انتخابات پارلمانی فنلاند به مقام سوم دست پیدا می‌کند.

### سیاست خارجی

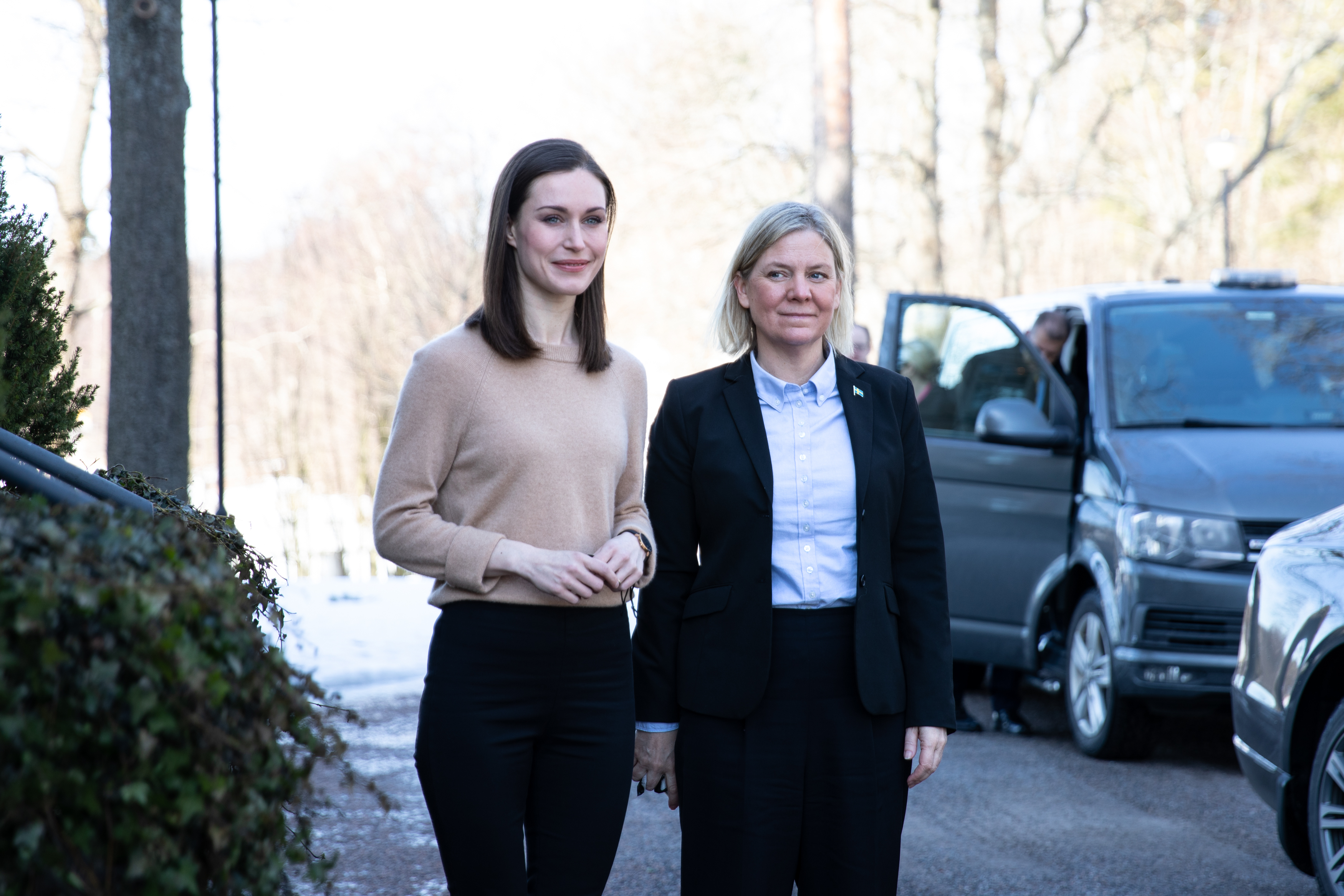
مارین و ماگدالنا اندرسون، نخست‌وزیر سوئد، در جریان گفتگو دربارهٔ عضویت احتمالی فنلاند و سوئد در ناتو در بهار ۲۰۲۲

مارین در مارس ۲۰۲۱، عذاب دادن اویغورهای قومی در استان سین کیانگ، چین را متهم نمود. و بعد از آن تأکید کرد که «تجارت یا اقتصاد علتی برای نادیده گرفتن این جنایات نمی‌باشد".
بعدها مارین در سخنرانی سالانه خود در روزهای نخستین سال ۲۰۲۲، در پاسخ به تجاوز روسیه به مرزهای اوکراین، اظهار داشت که فنلاند در صورت تمایل حق پیوستن به ناتو را دارا می‌باشد و باید این گزینه را در نظر داشته باشد. بعدها این اظهارات از طرف برخی رسانه‌های روسی با این جمله پاسخ داده می‌شود: مسکو از پشت مورد اصابت چاقو قرار گرفته.".
در تاریخ ۲۴ فوریه ۲۰۲۲، ولادیمیر پوتین، دستور حمله به اوکراین را صادر می‌کند. بعداز آن در تاریخ ۲۵ فوریه، سخنگوی وزارت امور خارجه روسیه فنلاند و سوئد را تهدید می‌کند که در صورت تلاش برای پیوستن به ناتو، «پیامدهای نظامی و سیاسی» خواهند داشت، که در آن زمان هیچ‌یک از آنان به‌طور فعالانه به دنبال آن نبودند. بعدها هر دو کشور به عنوان اعضای مشارکت برای صلح ناتو در نشست اضطراری ناتو شرکت می‌کنند و بعد از آن هر دو کشور تهاجم روسیه به اوکراین را محکوم می‌کنند و بعدها این دوکشور به اوکراین کمک می‌کنند.
بعدها در فوریه همان سال، پس از تهاجم روسیه به اوکراین در سال ۲۰۲۲، مارین در خصوص پیوستن احتمالی فنلاند ارزیابی می‌نماید و او در سخنانش اینگونه بیان می‌کند که: «در حال حاضر معلوم است که گفت و گو در حوضه عضویت در ناتو در فنلاند تغییر می‌کند»، در حالی که بعد از سخنانش اینگونه اشاره می‌کند که درخواست فنلاند برای ناتو لازمه اقدامات سیاسی و حمایت عمومی گسترده می‌باشد.
بعدها مارین در مارس ۲۰۲۲، اینگونه بیان می‌کند که اتحادیه اروپا باید وابستگی خود را نسبت به نفت روسیه خاتمه دهد و بعد از در بین سخنانش اینگونه بیان می‌کند که: ما از یک سمت تحریم‌های اقتصادی بسیار را تحمل می‌کنیم و از سمت دیگر، جنگ روسیه را با خرید نفت، گاز طبیعی و سایر سوخت‌های فسیلی از روسیه را تحمل می‌کنیم.

## عمومی شدن ویدئوهای رقص
در آگوست ۲۰۲۲، ویدئوهایی از مهمانی و رقصیدن مارین در یک آپارتمان خصوصی در هلسینکی عمومی شد. و ویدئوها وایرال شدند. مارین در واکنش به احتمال مصرف مواد مخدر، به صورت داوطلبانه در ۱۹ آگوست «برای حمایت قانونی [و] جهت رفع هرگونه شک و تردید» آزمایش مواد مخدر انجام داد. و تستش منفی شد. پس از افشای تصویری از دوستان مارین از یک مهمانی در اقامتگاه رسمی نخست‌وزیر که دو زن با سینه‌های برهنه که با پلاکارد فنلاند آن را پوشانده بودند، نشان می‌داد جنجال‌های بیشتری به وجود آمد. مارین بابت این تصاویر عذرخواهی کرد و آنها را «نا مناسب» خواند.

## زندگی شخصی
سانا مارین توسط والدین همجنس‌گرا بزرگ شد. و خود را از یک «خانواده رنگین‌کمانی» توصیف می‌کند. در ژانویه ۲۰۱۸، سانا مارین و همسرش، صاحب یک دختر به نام «اِما» شدند. مارین یک گیاه‌خوار است.